# Angela Scoular
Angela Scoular (ur. 8 listopada 1945 w Londynie, zm. 11 kwietnia 2011 w Londynie) – brytyjska aktorka, znana m.in. jako „dziewczyna Bonda” Ruby Windsor z filmu W tajnej służbie Jej Królewskiej Mości (1969) oraz jako lady Agatha Shawcross, kochanka tytułowego bohatera serialu Pan wzywał, milordzie? (1988–1993).

## Życiorys
Nastoletnia Scoular zainteresowała się aktorstwem za sprawą wykonującej ten zawód ciotki, Margaret Johnston. W wieku 18 lat otrzymała swoją pierwszą poważną rolę telewizyjną w serialu kryminalnym No Hiding Place (1963). Studiowała w Royal Academy of Dramatic Art, gdzie w 1965 wystąpiła w roli tytułowej w głośnym spektaklu dyplomowym będącym inscenizacją Romea i Julii, który odniósł taki sukces, iż został nagrany i wyemitowany przez BBC. W 1967 zagrała w Casino Royale, nieoficjalnej (zrealizowanej poza oficjalną chronologią) ekranizacji powieści Iana Fleminga o słynnym agencie 007, która była w istocie parodią „kanonicznych” filmów o Bondzie. Dwa lata później Scoular pojawiła się w zrealizowanym już zupełnie oficjalnie i na poważnie filmie W tajnej służbie Jej Królewskiej Mości, gdzie w roli słynnego agenta wystąpił – jedyny raz – George Lazenby. W 1967 zagrała też niewielką rolę w Hrabinie z Hongkongu, ostatnim filmie wyreżyserowanym przez Charliego Chaplina. Szczyt jej kariery przypadł na koniec lat 60. oraz wczesne lata 70., kiedy to obok ról filmowych występowała też w licznych produkcjach teatralnych i telewizyjnych, m.in. tak znanych serialach jak Rewolwer i melonik czy Coronation Street.
Po raz ostatni zagrała w premierze teatralnej w 1983. Później jej aktywność zawodowa uległa ograniczeniu z powodu kłopotów zdrowotnych. W 1988 powróciła do telewizji, aby wystąpić w serialu Pan wzywał, milordzie?. Karierę ekranową zakończyła w 1996 gościnnym występem w serialu komediowym As Time Goes By.

## Życie prywatne
W 1977 Scoular zaszła w ciążę, jednak jej związek z ojcem dziecka szybko się rozpadł, a aktorka nie chciała ujawnić publicznie żadnych szczegółów na temat swego byłego partnera oprócz tego, iż również był aktorem. Jeszcze przed porodem związała się ze starszym od niej o 21 lat znanym aktorem komediowym Lesliem Phillipsem. Szybko zamieszkali razem, choć Phillips formalnie był wtedy jeszcze żonaty, ale faktycznie jego małżeństwo już się rozpadło. Po śmierci pierwszej żony aktora para pobrała się w 1982.

### Zdrowie i śmierć
Przez większość swojego życia Scoular cierpiała na anoreksję, w późniejszych latach zmagała się także z depresją, alkoholizmem i chorobą afektywną dwubiegunową. W 1992 podjęła pierwszą próbę samobójczą (udaremnioną przez jej męża) poprzez podcięcie sobie nadgarstka. W 2009 zdiagnozowano u niej raka jelita grubego, z którego została całkowicie wyleczona, jednak panicznie obawiała się nawrotu choroby.
Zmarła 11 kwietnia 2011 w wyniku poparzeń skóry i przewodu pokarmowego kwasem siarkowym oraz złamania kręgosłupa. Zakończone w lipcu 2011 śledztwo wykazało, iż aktorka wypiła znaczną ilość środka do czyszczenia rur One Shot Instant Drain Cleaner, zawierającego 91% kwasu siarkowego, następnie wybiegła z domu, oblewając się resztą żrącego środka i poślizgnęła się, łamiąc w wyniku upadku kręgosłup. Wypadek nie został oficjalnie nazwany samobójstwem, gdyż orzeczono, iż w chwili śmierci aktorka miała ograniczoną poczytalność.